# Мундзук
Мундзук або Мундиуг (Munchug, Mondzhak Mondzouk, Mundzucus, Μουνδίουχος; 365-434) — один з вождів союзу племен гунів. Був сином Улдіна, братом Октара й Руаса (369—434). Після смерті свого брата Руаса, він очолив державу гунів, але як тільки поширився слух, що Руаса вбили, він був повалений і скараний на смерть. Влада перейшла до його двох синів — Бледи й Аттіли.
Існує теорія, що оскільки Балтазар був князем Києва 399—426 й правив, в тому числі й слов'янськими племенами, то й його сини були слов'янського походження. Найбільше підтвердження цьому знаходимо в арабського історика Масуді (834—909), який при перерахуванні слов'янських народів, згадує плем'я Валінана, яким правив король Маджак, і яке мало владу над усіма іншими народами. Від Йордану ми знаємо ще й те, що Аттіла був сином гунського короля Мундзука. Таким чином, Мундук у готського історика Йордана і Маджак у арабського історика Масуді — були однією історичною постаттю.
Народжений у степах Північного Причорномор'я (десь в районі сучасних Олешківських пісків), Аттіла, син гунського вождя Мундука, виховується разом зі своїм братом Бледою (390—440), при правлінні їх дядька Руа, який об'єднав племена гунів, готуючись до війни з римлянами. Після смерті Руа, та короткочасного правління Мундзука, його сини чинять набіги на Східну Римську імперію, змусивши імператора Феодосія II сплачувати данину. Після загибелі Бледи, Аттіла стає єдиновладним правителем земель від Південної Німеччини до Уралу і від Балтійського моря до Чорного. До резиденції Аттіли у Паннонії вирушає посольство східно-римського імператора з метою вбити володаря гунів. Аттіла розкриває змову, яку готував проти нього імператор Східного Риму Феодосій II.